# Theo Epstein
Theo Nathaniel Epstein, né le 29 décembre 1973 à New York aux États-Unis, est l'actuel président des opérations baseball des Cubs de Chicago, une franchise de la Ligue majeure de baseball.
En 2002, il est nommé directeur-gérant des Red Sox de Boston, devenant à l'âge de 28 ans la plus jeune personne à occuper un tel poste dans la MLB. Il est en fonctions lorsque les Red Sox remportent en 2004 leur première Série mondiale depuis 1918.

## Vie personnelle
Theo Epstein est le fils d'Ilene Epstein, une femme d'affaires copropriétaire avec sa sœur jumelle d'une boutique de vêtements à Brookline au Massachusetts, et du romancier Leslie Epstein (en). Son grand-père Philip G. Epstein et son grand-oncle Julius J. Epstein sont des frères jumeaux qui ont gagné, avec Howard E. Koch en 1944, l'Oscar du meilleur scénario adapté pour le film Casablanca. Avec son frère jumeau Paul Epstein, Theo Epstein se consacre à des œuvres charitables par le biais de sa fondation nommée Foundation To Be Named Later (ou en français : la Fondation à être nommée plus tard, un clin d'œil à une expression nord-américaine où un sportif est parfois échangé contre un « joueur à être nommé plus tard »). La sœur de Theo Epstein, Anya Epstein, est une scénariste ayant collaboré à l'écriture des séries télévisées Homicide: Life on the Street, Commander in Chief et Tell Me You Love Me.
Theo Epstein et son épouse, Marie Whitney, ont un fils prénommé Jack, né en décembre 2007.

## Carrière

### Éducation
Theo Epstein reçoit en 1997 un diplôme en études américaines de l'université Yale. Durant ses études, il est aussi éditeur des sports du Yale Daily News (en).
Durant les étés 1992, 1993 et 1994, il est stagiaire au département de relations publiques des Orioles de Baltimore, une équipe de la Ligue majeure de baseball, et lorsque le président du club, Larry Lucchino, quitte pour occuper des fonctions similaires chez les Padres de San Diego, il embauche Epstein au sein de leur département de relations publiques. Epstein complète un doctorat en droit à l'université de San Diego durant cette période.

### Red Sox de Boston

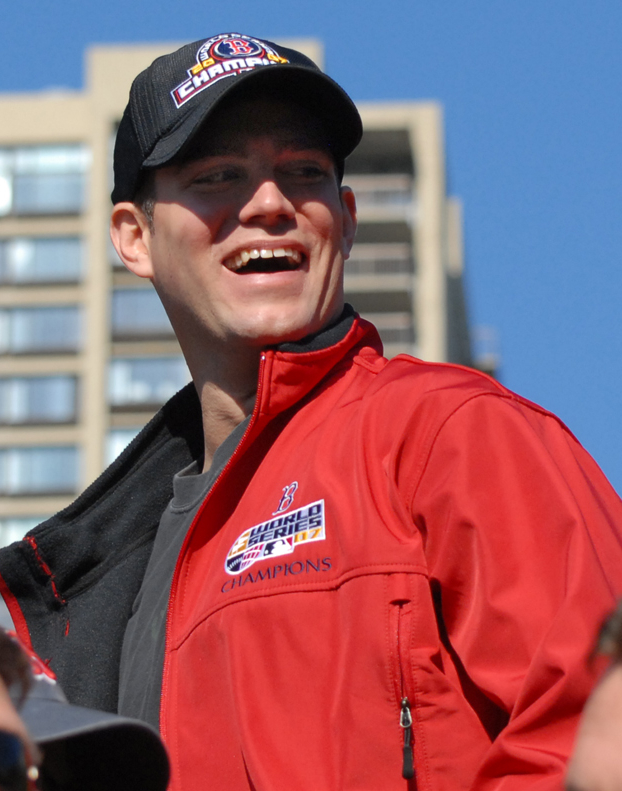
Theo Epstein lors de la parade des champions de la Série mondiale 2007 à Boston.

Au début 2002, la vente des Red Sox de Boston au groupe de John W. Henry est complétée et Larry Lucchino, ancien président des Padres de San Diego, est nommé président et chef de la direction de la franchise. Lucchino a tôt fait d'attirer Epstein et d'en faire le directeur-gérant des Red Sox le 25 novembre 2002. À 28 ans, Epstein succède à Mike Port et est la plus jeune personne à occuper ce poste dans l'histoire de la Ligue majeure de baseball.
Epstein effectue plusieurs acquisitions clés, notamment celles de David Ortiz, Curt Schilling et Kevin Millar. Deux saisons plus tard, les Red Sox renversent la soi-disant malédiction du Bambino en remportant la Série mondiale 2004 sur les Cardinals de Saint-Louis. Il s'agit du premier titre de la franchise depuis 1918. À 30 ans, Epstein est le plus jeune directeur-gérant aux commandes d'un club champion de la Série mondiale.
Le 31 octobre 2005, quelques heures avant la fin de son contrat, Epstein rejette une offre de renouvellement de son contrat de directeur-gérant des Red Sox qui lui aurait rapporté 1,5 million de dollars par an pendant 3 années. Le jour de sa démission est aussi celui de l'Halloween et Epstein quitte le Fenway Park de Boston vêtu d'un costume de gorille pour éviter les journalistes. Ce costume est plus tard mis aux enchères pour 21 000 dollars,,, qui sont versés à deux œuvres de charité, la Foundation To Be Named Later d'Epstein et The Jimmy Fund.
En janvier 2006, 80 jours après sa démission, Epstein est de retour chez les Red Sox. Il reprend ses fonctions de directeur-gérant, auxquelles s'ajoutent maintenant celles de vice-président exécutif. En octobre 2007, Boston remporte la Série mondiale pour la seconde fois en quatre saisons.
Theo Epstein est dans le fauteuil de directeur-gérant des Red Sox de Boston pendant 9 saisons, hormis la pause allant de novembre 2005 à la fin janvier 2006. Durant ces 9 campagnes, les Red Sox n'ont jamais gagné moins de 86 matchs par saison et en ont remporté au moins 90 à 7 reprises. Ils n'ont remporté qu'un seul titre de la division Est de la Ligue américaine (en 2007) mais ont participé 6 fois aux séries éliminatoires et gagné deux Séries mondiales.

### Cubs de Chicago
Le 12 octobre 2011, Epstein accepte le poste de président des Cubs de Chicago. Il signe un contrat de 18,5 millions de dollars pour 5 ans. Après avoir en 2004 mené les Red Sox de Boston à leur première conquête de la Série mondiale en 86 ans, il rejoint la franchise la plus malheureuse du sport professionnel nord-américain : les Cubs n'ont en effet pas gagné la Série mondiale depuis 1908 ni même atteint la grande finale depuis 1945. Les Cubs viennent à ce moment de connaître deux saisons perdantes de suite et la franchise fait face à la perspective d'une complète reconstruction, ce qu'elle accomplit en acceptant de croupir dans les bas fonds de la division Centrale de la Ligue nationale de 2012 à 2014, le temps de développer de jeunes talents dans la promesse de meilleurs lendemains. Cette stratégie portera ses fruits puisque les Cubs atteindront la finale de la Ligue nationale en 2015, puis la gagneront l'année suivante et remporteront par la suite la Série mondiale face aux Cleveland Indians.
Epstein, après avoir contribué à mettre fin à 86 ans de disette aux Boston Red Sox, réitère ainsi cette performance en mettant un terme à la plus longue période sans titre de l'histoire de la MLB, les Cubs ayant attendu cette victoire pendant 108 ans.

### Honneurs
En décembre 2008, Theo Epstein est nommé par Baseball America meilleur cadre de l'année (Major League Executive of the Year) dans les Ligues majeures de baseball.
En septembre 2009, Epstein reçoit du Sporting News le prix du meilleur cadre de la décennie 2000 (Executive of the Year Award (en)) dans les Ligues majeures de baseball. La même publication nomme du même souffle les Red Sox de Boston équipe de la décennie, tous sports confondus.
En décembre 2009, Sports Illustrated place Theo Epstein au 3e rang des meilleurs directeurs-gérants des années 2000, tous sports confondus, derrière Scott Pioli des Patriots de la Nouvelle-Angleterre (NFL) et Ken Holland des Red Wings de Détroit (LNH).